# J. F. C. Fuller
John Frederick Charles Fuller CB CBE DSO (Chichester, 1 de setembro de 1878 – Falmouth, 10 de fevereiro de 1966), comumente chamado de J. F. C. Fuller, foi um militar, escritor, historiador e estrategista britânico notável por ter escrito as primeiras teorias sobre guerra mecanizada, incluindo a categorização de princípios da guerra.
Fuller foi comissionado no Exército Britânico em 1899 e logo em seguida lutou na Segunda Guerra dos Bôeres na África, depois lutando na França durante a Primeira Guerra Mundial. Como chefe do estado maior do corpo de tanques britânico, ele foi responsável por planejar o ataque surpresa de 381 tanques na Batalha de Cambrai.
Após a guerra, Fuller tornou-se um dos maiores defensores da modernização e mecanização do Exército Britânico. Em 1923 virou instrutor do Colégio Camberly e depois assistente militar para o chefe do estado maior imperial em 1926. Fuller foi promovido a major-general em 1930 e aposentou-se do exército três anos depois a fim de dedicar-se a escrever.
Fuller escreveu vários livros, principalmente obras militares sobre guerra mecanizada. Suas palestras foram adotadas para estudo pelos exércitos alemão, soviético e checoslovaco. Ele defendia que os tanques deveriam ser independentes e ofensivos, porém isto alienou muitos estrategistas britânicos que ainda defendiam doutrinas da Primeira Guerra e anterior.